# Лазар Сентеш
Лазар Сентеш (угор. Lázár Szentes, нар. 22 грудня 1955, Боньхад) — угорський футболіст, що грав на позиції нападника. По завершенні ігрової кар'єри — тренер.
Виступав, зокрема, за «Дьйор» та «Віторію» (Сетубал), а також національну збірну Угорщини, з якою був учасником чемпіонату світу 1982 року.

## Клубна кар'єра
У дорослому футболі дебютував 1973 року виступами за команду «Сексарді Дожа», в якій провів три сезони у другому дивізіоні, після чого протягом 1976—1981 років захищав кольори вищолігового клубу «Залаегерсег».
Своєю грою за останню команду привернув увагу представників тренерського штабу клубу «Дьйор», до складу якого приєднався 1981 року. Відіграв за клуб з Дьйора наступні шість сезонів своєї ігрової кар'єри. Більшість часу, проведеного у складі «Дьйора», був основним гравцем атакувальної ланки команди і одним з головних бомбардирів команди, маючи середню результативність на рівні 0,51 гола за гру першості. За цей час двічі виборював титул чемпіона Угорщини у 1982 та 1983 роках, а в 1984 та 1985 роках був віце-чемпіоном Угорщини.
1987 року переїхав до Португалії, де провів один сезон у вищому дивізіоні за «Віторію» (Сетубал), а завершував кар'єру у місцевих нижчолігових клубах «Лолетану» та «Куартейренсе», за які виступав протягом 1988—1990 років.

## Виступи за збірну
18 квітня 1982 року дебютував в офіційних матчах у складі національної збірної Угорщини в товариській грі проти Перу (1:2), в якій також забив свій дебютний гол.
А вже влітку того ж року у складі збірної був учасником чемпіонату світу 1982 року в Іспанії, де він зіграв у двох матчах і забив гол у знаменитій грі зі збірною Сальвадору, що завершилась розгромною перемогою угорців з рахунком 10:1.
Загалом протягом кар'єри у національній команді, яка тривала 2 роки, провів у її формі 6 матчів, забивши 3 голи.

## Кар'єра тренера
Розпочав тренерську кар'єру невдовзі по завершенні кар'єри гравця, 1992 року, очоливши тренерський штаб клубу «Дьйор». Надалі Лазар працював у австрійських та угорських нижчолігових командах.
2002 року став головним тренером команди «Дебрецен» і тренував клуб з Дебрецена два роки, вигравши дві бронзові медалі, після чого очолював команди «Ломбард», «Залаегерсег» та «Інтеграл ДАК».
Згодом протягом сезону 2008/09 років очолював тренерський штаб клубу «Уйпешт», а у наступному сезоні 2009/10 років тренував «Ньїредьгазу», посівши 15-е місце.
2012—2013 роках Сентеш тренував «Діошдьйор», після чого вдруге у кар'єрі очолював «Галадаш». У липні 2015 року Сентеш відправився у саудівський «Аль-Іттіхад» (Джидда) на запрошення Ласло Белені, ставши його помічником. Після звільнення румунського фахівця Лазар залишився в команді і покинув Саудівську Аравію лише у травні 2017 року.
У вересні 2017 року він став головним тренером клубу другого дивізіону «Дьйор», який покинув наступного року.

## Титули і досягнення
- Чемпіон Угорщини (2):

«Дьйор»: 1981/82, 1982/83